# Cattedrale di Reims
La cattedrale metropolitana di Nostra Signora (in francese: cathédrale métropolitaine Notre-Dame) è il principale luogo di culto cattolico di Reims, nella Marna, sede vescovile dell'arcidiocesi omonima.
Tra i più alti esempi di arte gotica in Europa, fu luogo delle incoronazioni di tutti i re di Francia, a partire dal 987, quando vi fu incoronato re di Francia il conte di Parigi Ugo Capeto, iniziatore della dinastia dei Capetingi, fino al 1825, quando vi si celebrò l'incoronazione di Carlo X. Dal 1862 è monumento storico di Francia. Inoltre, insieme all'abbazia di Saint-Remi e al palazzo di Tau è inclusa nella lista dei Patrimoni dell'umanità dell'UNESCO dal 1991.

## Storia
La chiesa è costruita sul sito dove sorgevano le precedenti cattedrali. La prima fu fatta costruire dal vescovo di Reims san Nicasio nel IV secolo d.C. sui resti di una chiesa protocristiana che sorgeva sulle terme gallo-romane dell'antica Durocortorum, e fu consacrata nel 401 dallo stesso san Nicasio, che nel 407 sarà poi martirizzato dai Vandali sul suo sagrato. In essa Clodoveo fu battezzato da san Remigio, vescovo di Reims, nel 496, divenendo così il primo re cattolico dei Franchi.
Nell'852 fu ampiamente restaurata e ristrutturata e nuovamente consacrata dal vescovo Hincmar. Nel 1210 fu completamente distrutta da un incendio che si sviluppò nel centro della città. Il 6 maggio 1211 l'arcivescovo Aubry de Humbert iniziò la costruzione dell'attuale cattedrale gotica. La costruzione fu condotta da quattro architetti che si succedettero (Jean d'Orbais, Jean Le loup, Gaucher di Reims e Bernard di Soissons) e gran parte della costruzione fu completata nel 1275. Le torri furono poi portate a termine nel 1475.
Fra le incoronazioni dei re francesi che in essa si svolsero, sono da ricordare:
- l'incoronazione di san Luigi IX, il pio (1226);
- l'incoronazione di Carlo VII, avvenuta in presenza e dietro le pressioni di Giovanna d'Arco (1429);
- l'incoronazione di Carlo X, ultimo re di Francia (1825).

Durante la rivoluzione francese fu trasformata in tempio della Dea Ragione e gran parte degli antichi arredi furono dispersi o distrutti.
Nel 1875 l'Assemblea nazionale francese votò un finanziamento per la riparazione della facciata e delle balaustre. La facciata è la parte più bella dell'edificio, e uno dei grandi capolavori del Medioevo.
Nel 1914, durante la prima guerra mondiale, il fuoco d'artiglieria tedesco distrusse parti importanti della cattedrale: crollarono il tetto, la gran parte del soffitto a volte, numerosi elementi decorativi (tra cui i cicli scultorei del portale maggiore), mentre le vetrate (già sostituite in gran numero, dai canonici, con vetri neutri nel corso del XVIII secolo secondo la moda dell'epoca) andarono in frantumi. Al disastro arrecato dalla guerra seguì una notevole opera di restauro e ricostruzione, possibile anche grazie alle sovvenzioni della famiglia Rockefeller, che terminò solo nel 1938, con una cerimonia avvenuta il 14 luglio.
L'8 luglio 1962 il presidente francese Charles de Gaulle e il cancelliere tedesco Konrad Adenauer tennero nella cattedrale una cerimonia che suggellò la riconciliazione tra i loro due paesi 17 anni dopo la fine della seconda guerra mondiale.

## Descrizione

### Architettura

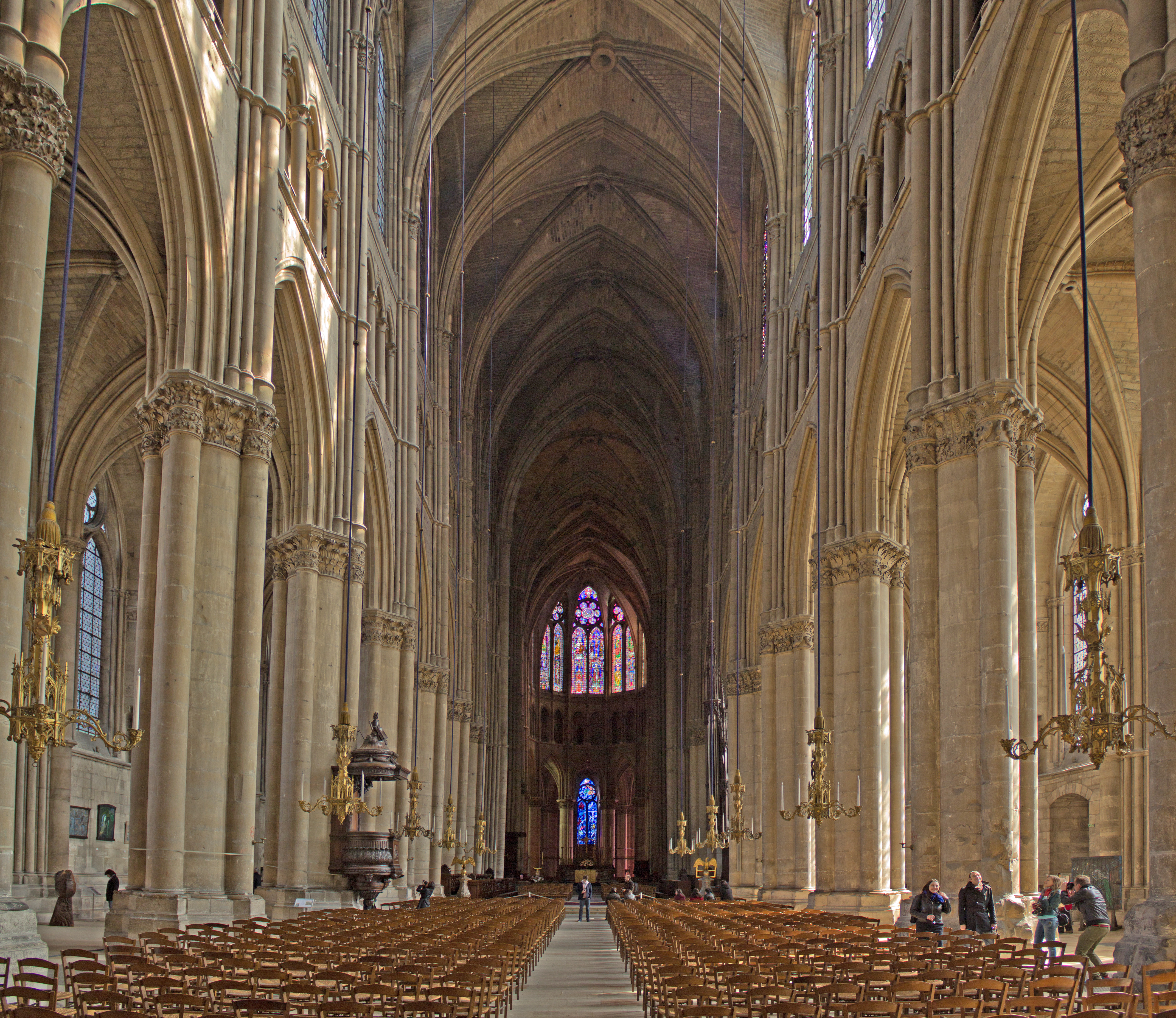
Interno

L'edificio si articola su una pianta a croce latina, suddivisa in tre navate lungo il corpo principale e il transetto, mentre coro e abside presentano una doppia serie di navatelle, coronate da cinque cappelle radiali; quella centrale, detta assiale, presenta una profondità maggiore, ottenuta grazie all'aggiunta di una campata rispetto all'impianto generale delle altre, che ne rimarca l'importanza visiva e strutturale. La navata centrale risulta suddivisa in nove campate, che si riducono a due per lato in corrispondenza della navata trasversale. Osservando l'impianto della cattedrale di Chartres, di poco anteriore per fondazione, si può notare un'impostazione strutturale pressoché analoga, assunta ancora a modello dagli architetti che più tardi innalzeranno la Notre-Dame di Amiens, esempio di architettura gotica che porta ormai all'apice tutte le potenzialità dello stile.
La cattedrale assunse l'aspetto attuale entro la fine del XIII secolo, rimanendo incompiuta: delle sette torri inizialmente progettate (due per ognuna delle tre facciate più una a coronamento del punto d'intersezione tra navata centrale e transetto), tutte sormontate da alte guglie secondo l'idea originaria, furono erette solamente quelle del lato ovest, lasciate tuttavia prive della copertura a cuspide: pensate in origine per innalzarsi fino a 120 metri, non superarono la soglia degli 81. La torre meridionale contiene due grandi campane; una di queste, chiamata Charlotte dal cardinale di Lorena Luigi di Guisa, nel 1570, pesa più di 10 tonnellate. Tale porzione fu eretta nel XIV secolo, su progetti del XIII. La navata era nel frattempo stata allungata, rispetto alle dimensioni inizialmente adottate, per fare spazio alle folle che partecipavano alle incoronazioni. Sopra il coro si innalza un elegante campanile di legno e piombo, alto 18 metri, che fu ricostruito nel XV secolo.
L'interno della cattedrale è lungo 138,75 m, largo 30 e alto 38 metri al suo centro. Esso comprende una navata centrale con navate laterali, transetti con navate, un coro con doppie navate e un'abside con ambulatorio e cappelle disposte a raggiera.

### Facciata
I tre portali sono ricoperti di statue di grandi e piccole proporzioni. Il portale centrale, dedicato alla Vergine Maria, è sormontato da un rosone, laddove la lunetta risulta solitamente ornata, nel panorama gotico, con motivi scultorei in tutto il suo spazio. Una simile scelta, adottata anche per i portali minori, garantisce maggiore illuminazione alle navate poste in corrispondenza di detti ingressi. La "Galleria dei Re", che si snoda tra il rosone centrale e le torri campanarie, raccordando queste ultime al resto della facciata, mostra al centro la statua di Clodoveo, colto nel momento del battesimo, mentre ai lati si collocano i ritratti dei suoi successori.
Le facciate dei transetti sono decorate anch'esse con sculture: quella a nord con statue dei principali vescovi di Reims, una rappresentazione del Giudizio universale e una figura di Gesù (le Beau Dieu) mentre sul lato sud è presente un bel rosone con i profeti e gli apostoli. Il fuoco distrusse il tetto e le spire nel 1481: delle quattro torri che fiancheggiavano i transetti, non rimane più niente sopra l'altezza del tetto. L'interno della cattedrale contiene statue in profusione, simili a quelle presenti all'esterno, e vetrate colorate del XIII secolo. Il rosone sopra il portone principale e la galleria sottostante sono di rara magnificenza.
La cattedrale possiede raffinati arazzi. Di questi la serie più importante è quella presentata da Robert de Lenoncourt, arcivescovo durante il regno di Francesco I, che rappresenta la vita della Vergine. L'orologio del coro è ornato con curiose figure meccaniche. Diversi dipinti di Tintoretto, Nicolas Poussin e altri. Anche gli intarsi e le ringhiere del coro meritano una menzione. L'opera del famoso pittore russo Marc Chagall può essere ammirata nella cattedrale grazie alle vetrate successivamente installate sul retro e sul fianco della cattedrale.
Il tesoro della cattedrale contiene la Santa Ampolla (Sainte Ampoule), erede dell'antica ampolla che conteneva l'olio crismale con cui venivano unti i re di Francia, che fu rotta durante la rivoluzione francese, e di cui un frammento è contenuto nell'ampolla odierna. Una parte del tesoro si trova al Palais du Tau (il cui nome dipende dalla forma a T), ove è esposto anche un pendente ritenuto il talismano di Carlo Magno (del IX secolo).

### Organi a canne
A ridosso della testata del braccio sinistro del transetto, si trova l'organo a canne principale della cattedrale. Il nucleo originario di tale strumento venne realizzato da Oudin de Hestre nel 1487-1489 e successivamente più volte ampliato e ricostruito; tra gli interventi più significativi, vi furono l'ampliamento a due tastiere di Denys Collet (1570-1571) e i completi rifacimenti rispettivamente di Étienne Énocq (1647), Louis Péronard (1765-1775), John Abbey (1853) e Victor Gonzales (1938). Attualmente l'organo ha 86 registri ed è a trasmissione mista (meccanica per i manuali e il pedale, elettropneumatica per i registri); la consolle ha quattro tastiere e pedaliera.
Un altro organo è posizionato al di sotto l'arcata destra dell'ottava campata della navata centrale, a pavimento, realizzato da John Abbey nel 1844 e ampliato da Charles Mutin 1926; è racchiuso entro una cassa lignea neogotica di Étienne-Gabriel Vantadour. Integralmente a trasmissione meccanica, ha 17 registri su due manuali e pedale.

## Galleria d'immagini

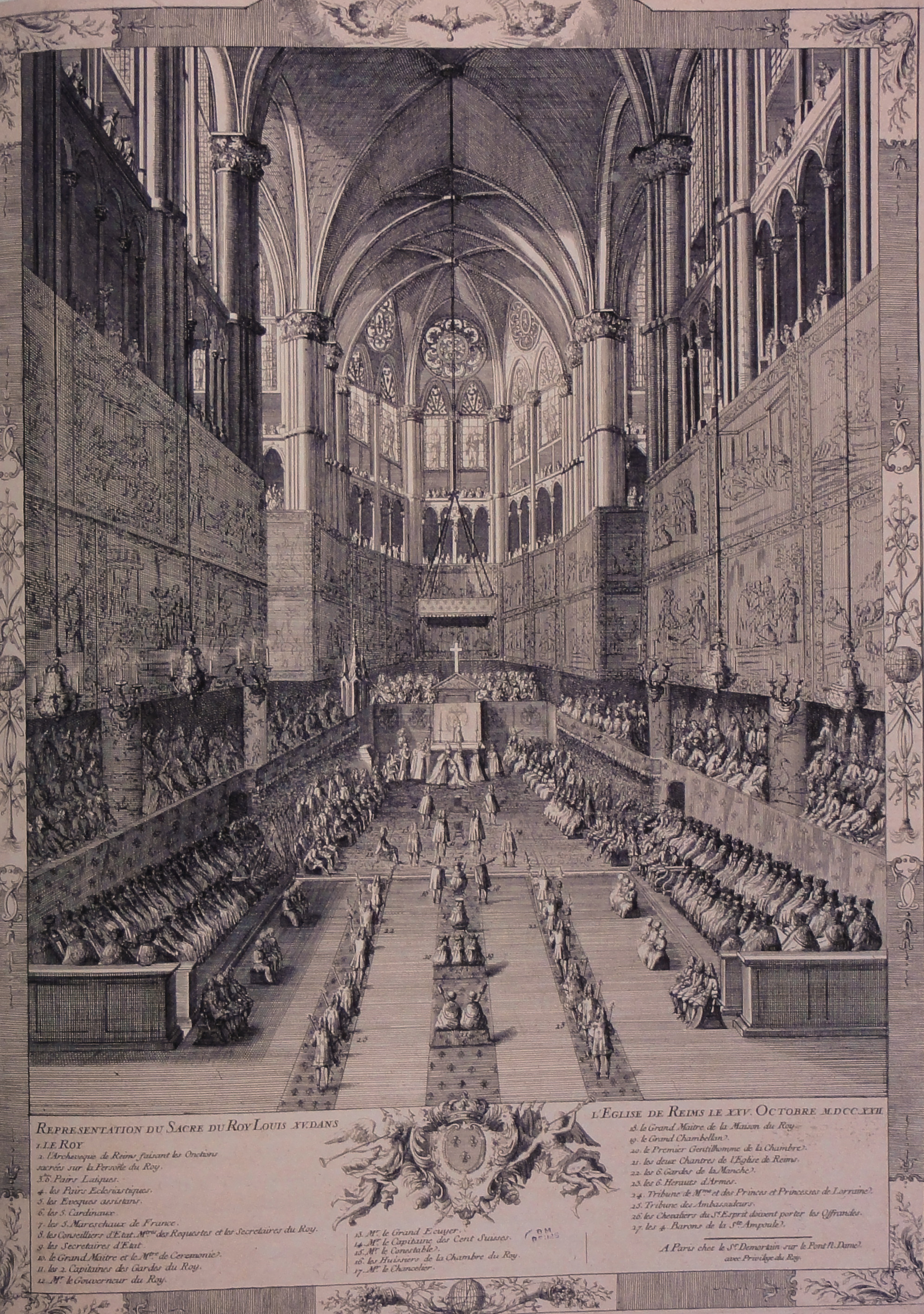
L'incoronazione di Luigi XV nel 1722
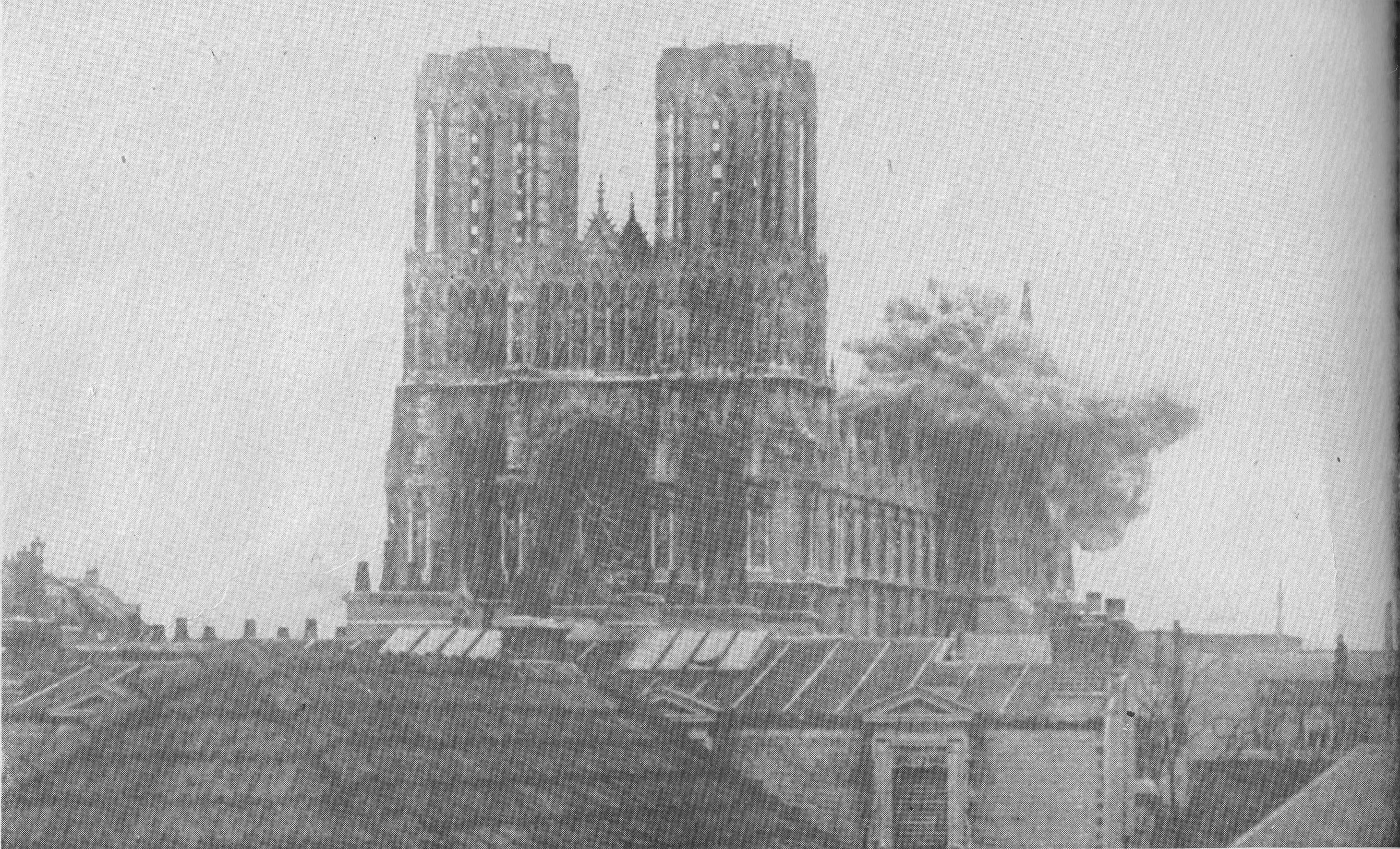
Bombardamento della cattedrale nel 1914
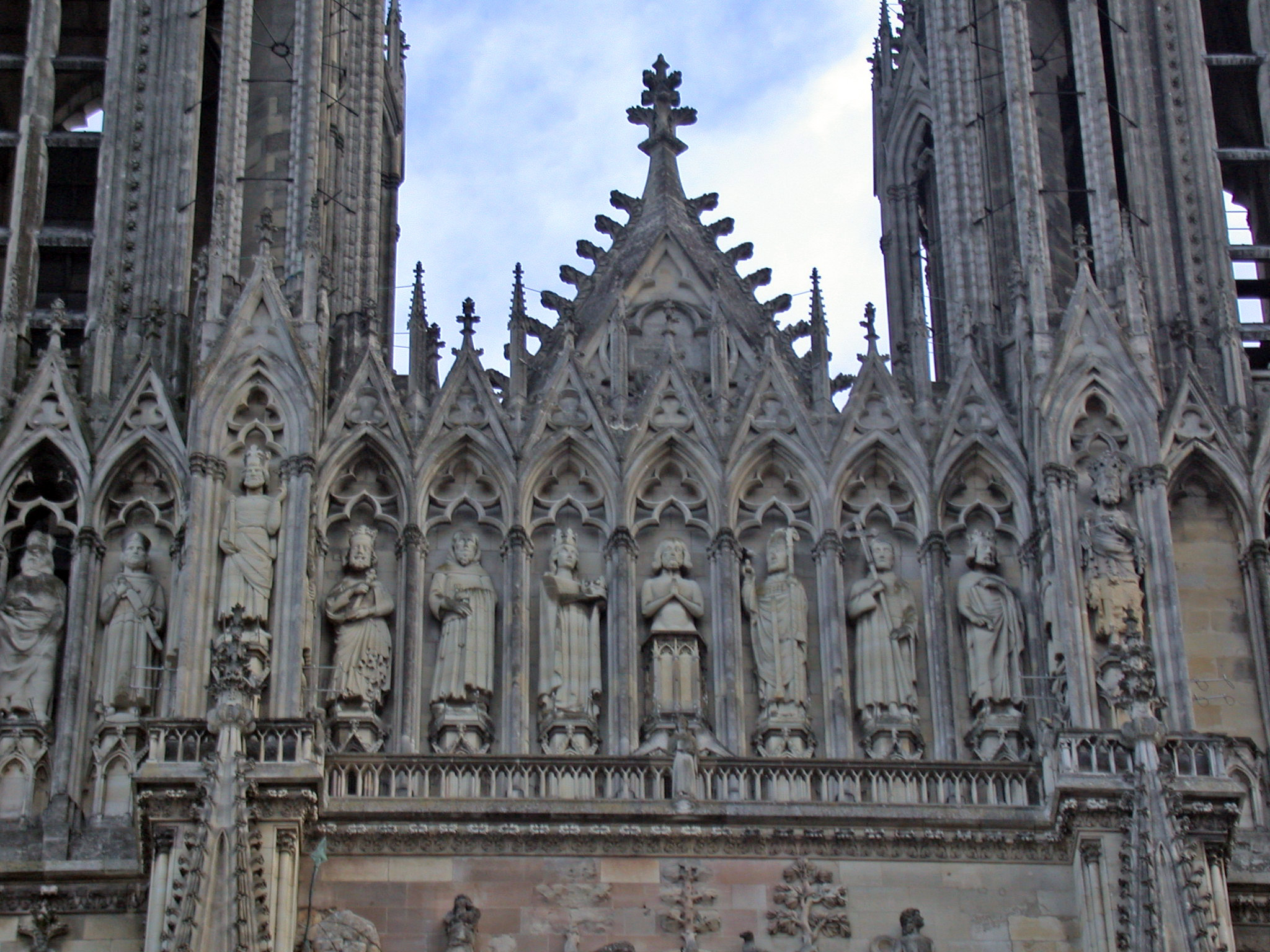
La galleria dei re
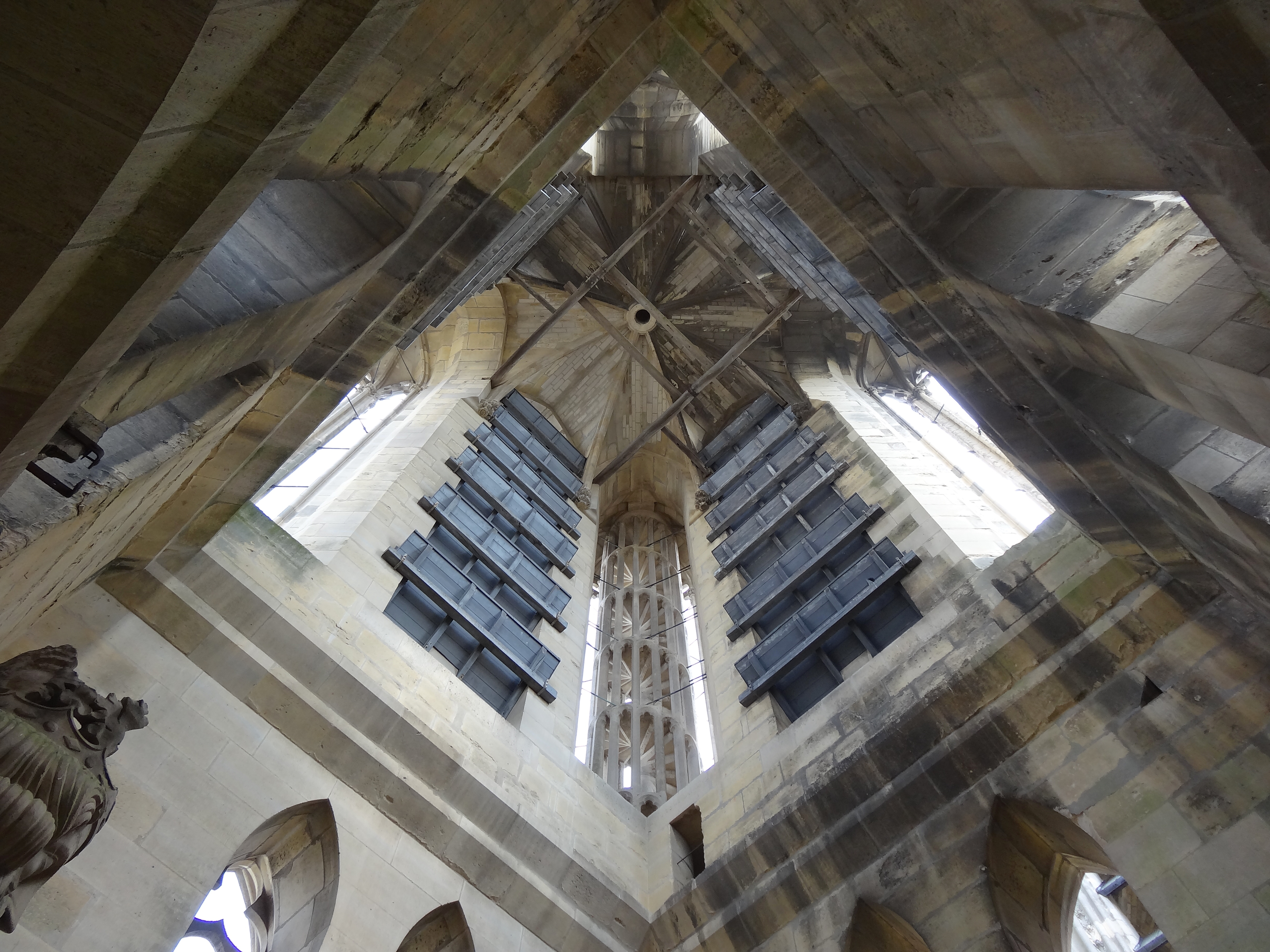
Interno della torre settentrionale
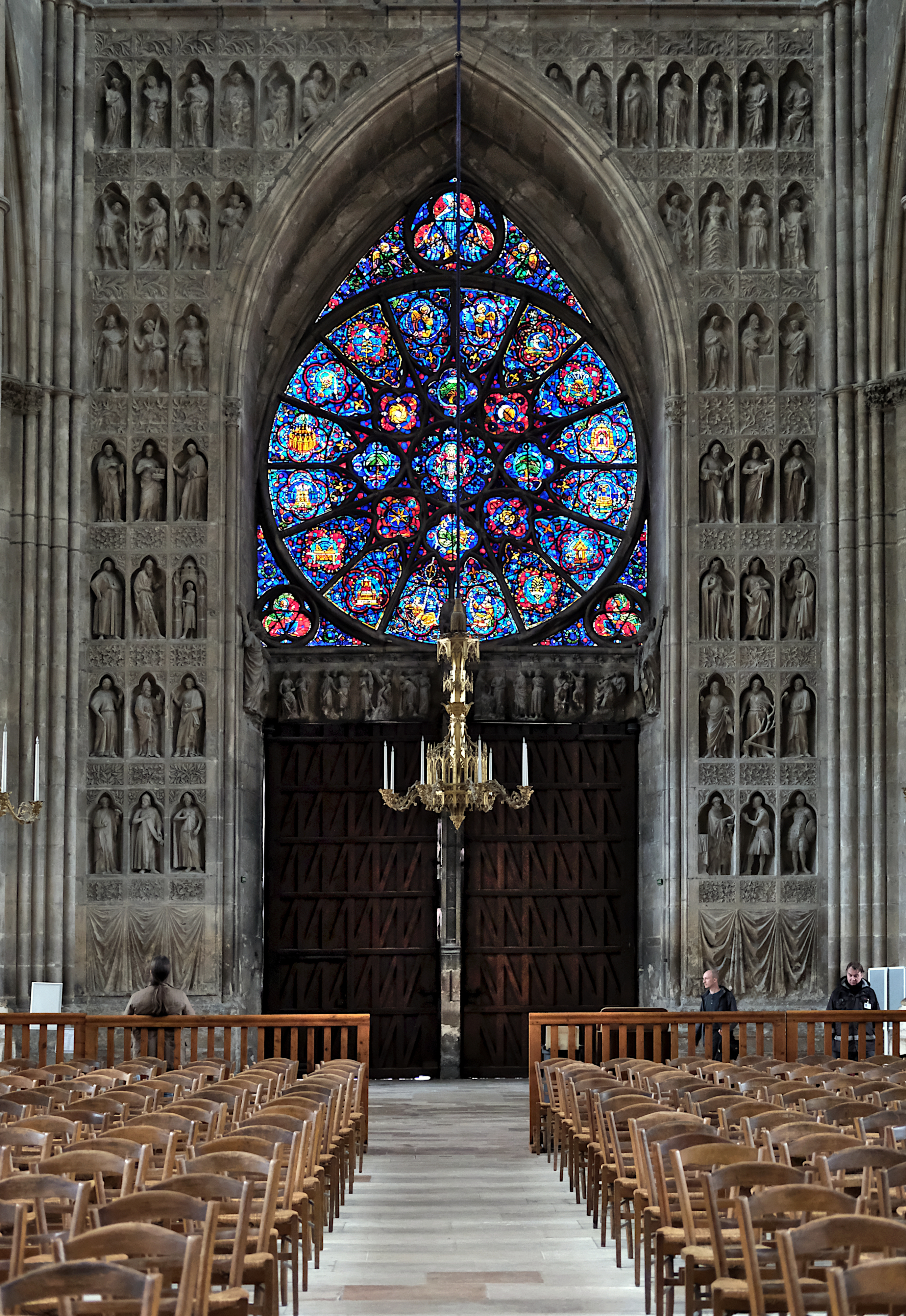
Particolare della controfacciata
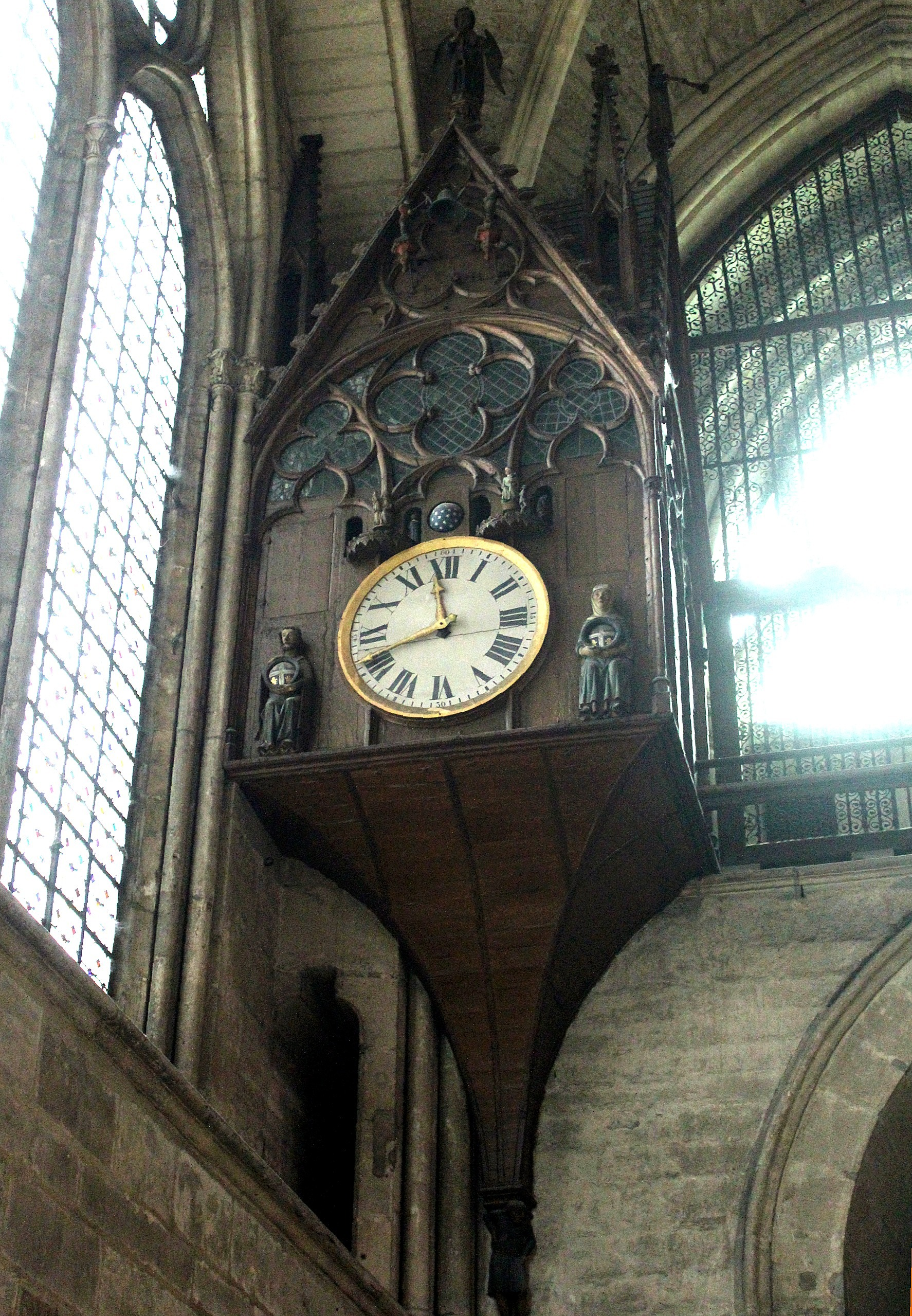
Orologio astronomico
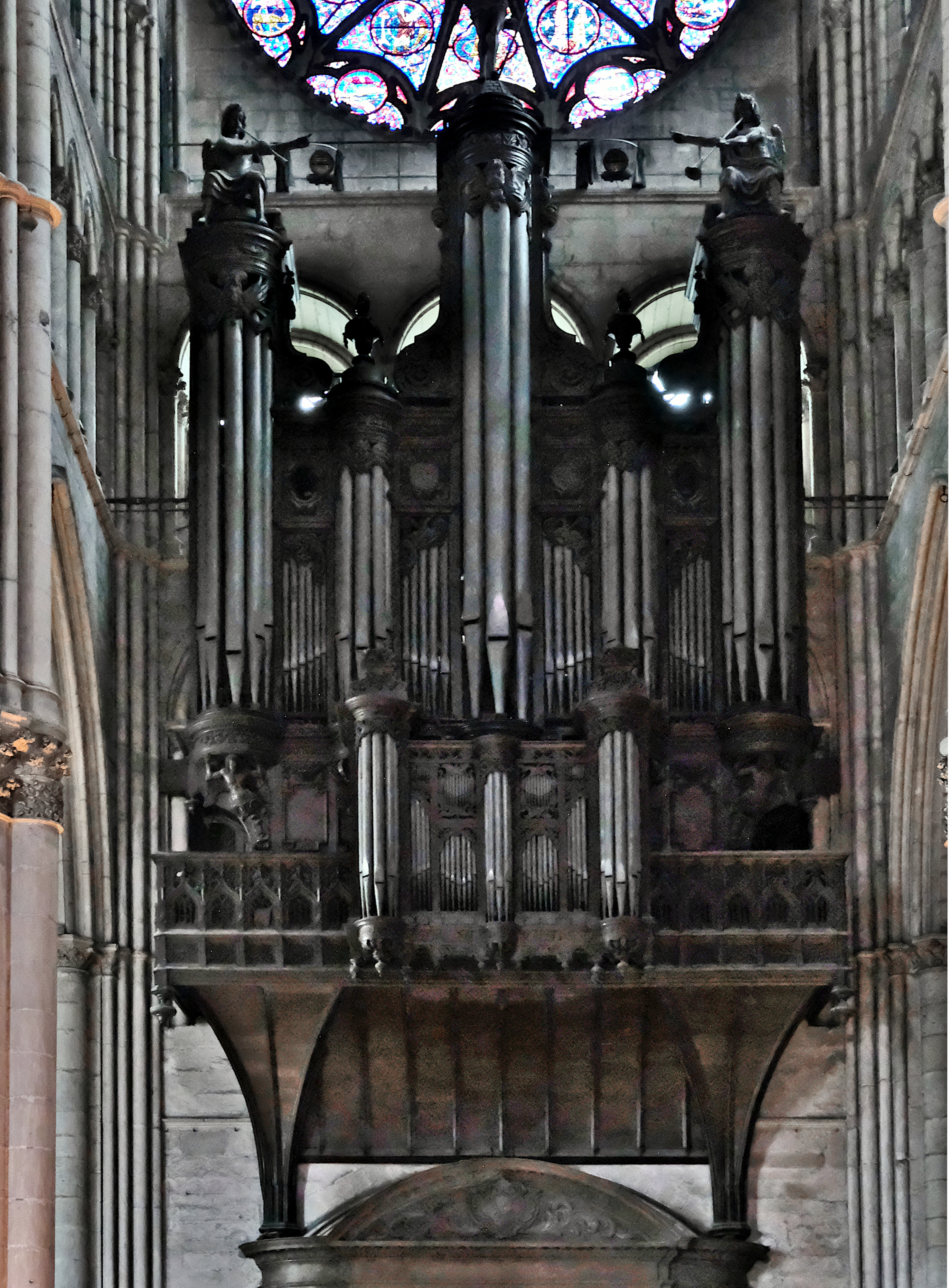
Organo maggiore